# Trimaran (Praha)

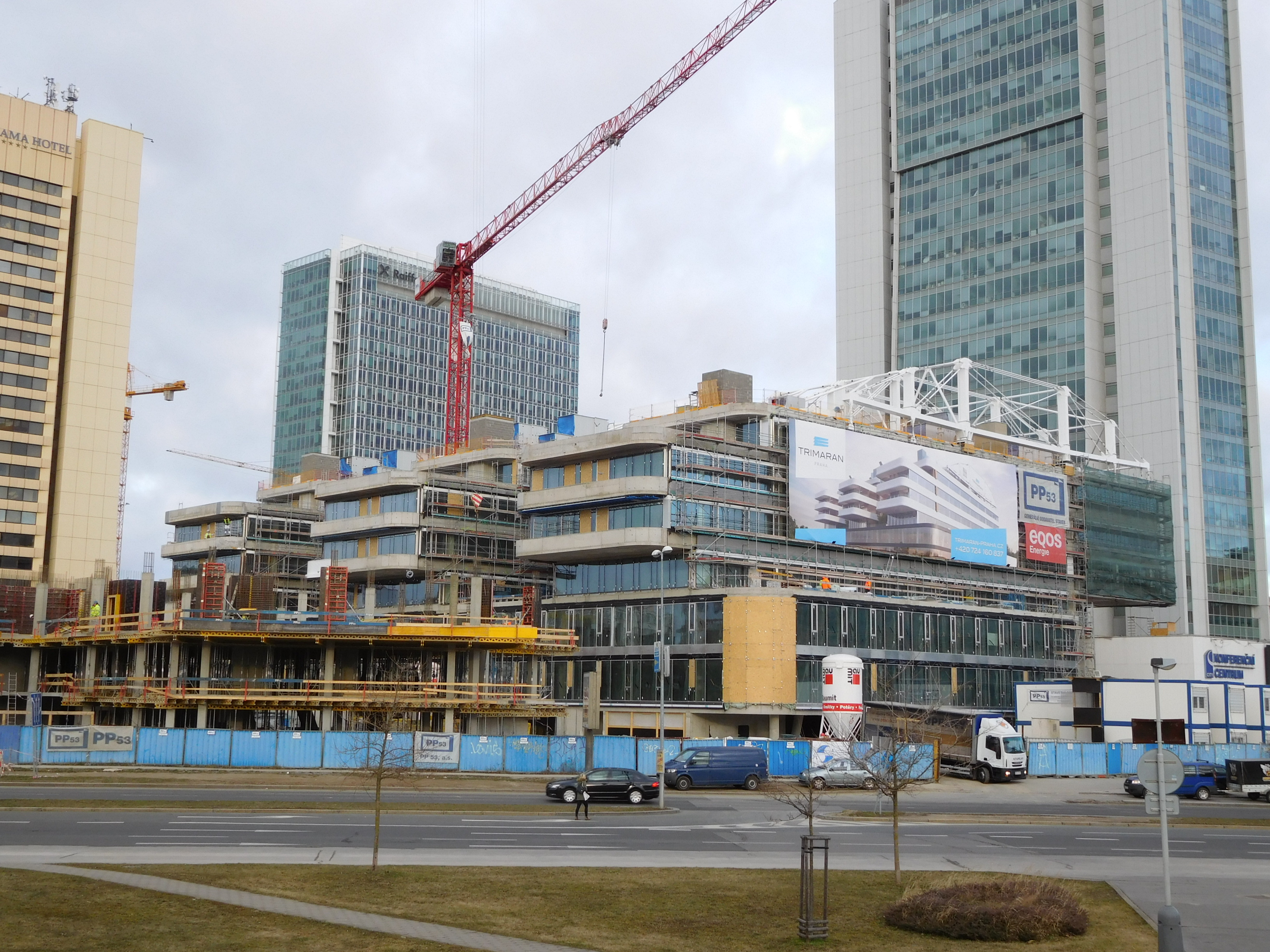
Výstavba Trimaranu v březnu 2017

Trimaran je kancelářské a kongresové centrum na Pankráci v Praze 4. Nachází se u ulice Na Strži mezi výškovými budovami City Empiria a Panorama Hotel. Výstavba probíhala od roku 2012 až do roku 2018 (projekt 2009–2012). Kongresové centrum uvnitř budovy se nazývá Cubex Centrum Praha. Architektonický návrh vytvořili Ernst Hoffmann, Martin Tröthan a Václav Aulický, který byl také hlavním manažerem a projektantem celého komplexu. Projekt je inspirován trimaranem, vodním plavidlem se třemi rovnoběžnými trupy.
Investorem byla firma Harro Development Praha s.r.o., projektantem rakouská firma S+B Gruppe AG. Od prosince 2018 budovu vlastní realitní divize firmy Allianz.

## Popis
Budova má 18 200 metrů čtverečních vnitřních prostorů pro pronájem, z nichž 4500 m² je pro konferenční využití. Pod šestipatrovou budovou se nachází čtyři patra parkovacích míst s kapacitou 430 aut. Hlavní konferenční místnost je pro 1000 lidí. Jedná se o budovu s certifikátem LEED Platinum označujícím velikou úspornost a efektivitu provozu.